# Vésteinn Hafsteinsson
Vésteinn Hafsteinsson født 12. december 1960 i Selfoss, Island, er tidligere islandsk diskoskaster som i dag arbejder som atletiktræner i Sverige
Hafsteinsson deltog i sit første OL 1984 i Los Angeles da han testedes han positiv for Nandralon, trots det blev han udtaget til de næste tre Olympiske lege; 1988 i Seoul (19. plads), 1992 i Barcelona (11. plads) og 1996 i Atlanta (32. plads). Han deltog i fire VM uden at nå finalen. Hans personlige rekord i diskoskast er 67.64 som han nåede 1989 i Selfoss.
Efter den aktive karrier blev Hafsteinsson træner 1996. Han havde i 20 år Helsingborg som base men flyttede 2008 med familjen til Växjö hvor han hu arbejder som træner. Han boede også en kort tid i Århus. Han er eller har været træner for Gerd Kanter, Omar El Ghazaly, Raigo Toompuu, Navdeep Dhaliwal og danskerne Joachim B. Olsen, Kim Juhl Christensen, Nick Petersen og Christina Scherwin.
Hafsteinsson studerede og trænede på University of Alabama in Tuscaloosa, USA 1982-1986 hvor fra han har en Bacheloreksamen i idræt.
2008 fick Hafsteinsson af Estlands president Toomas Hendrik Ilves ordenen Terra Mariaekorset af 4.grad.
Hafsteinsson er gift med den tidligere svenske mester i diskoskast Anna Östenberg, som arbejder på atletikgymnasiet i Växjö, paret har tre børn.